# Ettelscheid
Ettelscheid ist ein westlicher Stadtteil von Schleiden im nordrhein-westfälischen Kreis Euskirchen. Im Ort liegt eine katholische Kapelle. Nördlich der Ortschaft entspringt beim Wiesenberg ein Nebenbach des Dieffenbachs.

## Geschichte
In der Nähe von Ettelscheid verlief eine Römerstraße von Köln nach Reims. Das heutige Dorf wurde im Hochmittelalter gegründet, als große Waldflächen gerodet wurden. Im 14. Jahrhundert gehörte Ettelscheid zur Jülicher Unterherrschaft Dreiborn. 
Bis zur Neugliederung der Gemeinden und Kreise des Neugliederungsraumes Aachen, die am 1. Januar 1972 wirksam wurde, gehörte Ettelscheid zur gleichzeitig aufgelösten Gemeinde Dreiborn.

## Verkehr
Die nächsten Autobahnanschlussstellen sind Nettersheim auf der A 1 und Aachen-Lichtenbusch auf der A 44.
Die VRS-Buslinie 831 der RVK verbindet Ettelscheid mit Schleiden und Gemünd.
| Linie | Verlauf |
| ----- | --- |
| 831   | MiKE (außer im Schülerverkehr Gemünd – Dreiborn): Gemünd – (Herhahn –) Morsbach – Dreiborn – Berescheid – Ettelscheid – Scheuren – Schleiden |